# کریم‌آباد (خنج)
 کریم آباد نام یکی از روستادهای استان فارس و شهرستان خنج می‌باشد . روایت است که در دوران بسیار دور چشمه‌های روانی وباغ‌های فراوانی در این ناحیه وجود داشته‌است، در اطراف روستا دشتی 
پهناور قرار دارد که پر از درخت سمر  و  کُنار  است. 